# Wody głębinowe
Wody głębinowe – wody podziemne znajdujące się na znacznych głębokościach pod powierzchnią Ziemi.
Wody głębinowe są odizolowane od powierzchni i nie mają pośrednich źródeł zasilania. Oznacza to, że pozostają w bezruchu, nie uczestniczą w cyklu hydrologicznym oraz jako zasoby są nieodnawialne. Zazwyczaj są to wody reliktowe, czyli wody całkowicie odizolowane w przeszłości geologicznej od powierzchni gruntu przez nieprzepuszczalne osady. Mogą to też być wody juwenilne oraz wody metamorficzne. Znajdują się one pod bardzo wysokim ciśnieniem.
Często wody głębinowe mają wyższą temperaturę – są więc wodami termalnymi. Ponadto wody te są silnie zmineralizowane (wody mineralne), a często mogą mieć dzięki temu właściwości lecznicze (wody lecznicze). Temperatura i skład wód głębinowych przynosi powodów do wydobywania ich spod powierzchni Ziemi, dlatego traktowane są one w prawie jak kopaliny.